# Ozórnovo
Ozórnovo (en rus: Озорново) és un poble de l'óblast de Vladímir, a Rússia, segons el cens del 2010 tenia 16 habitants. Pertany al districte municipal de Mélenki.